# Ford Pinto
Ford Pinto – samochód osobowy klasy kompaktowej produkowany pod amerykańską marką Ford w latach 1970–1980. 

## Historia i opis modelu

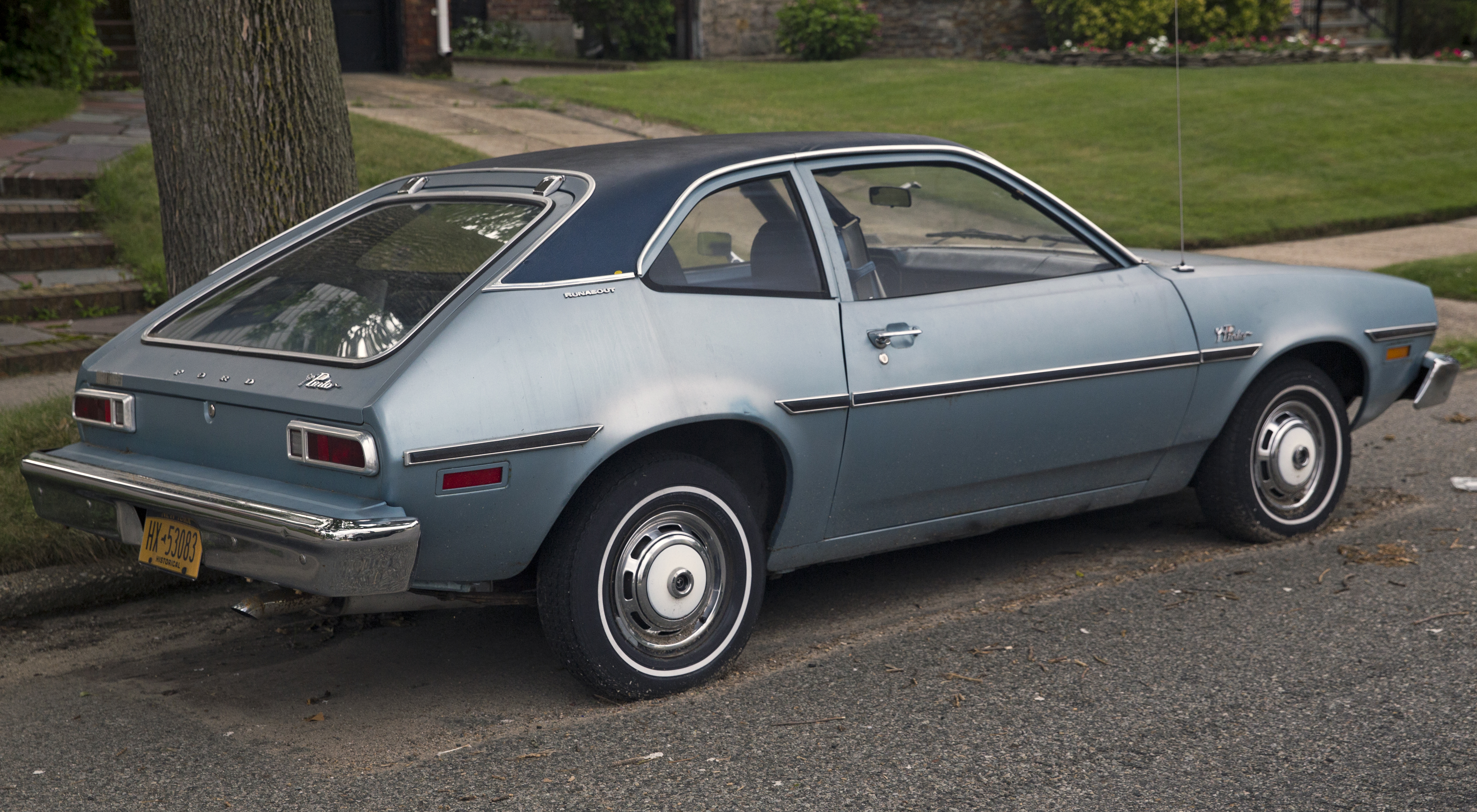
Ford Pinto - tył

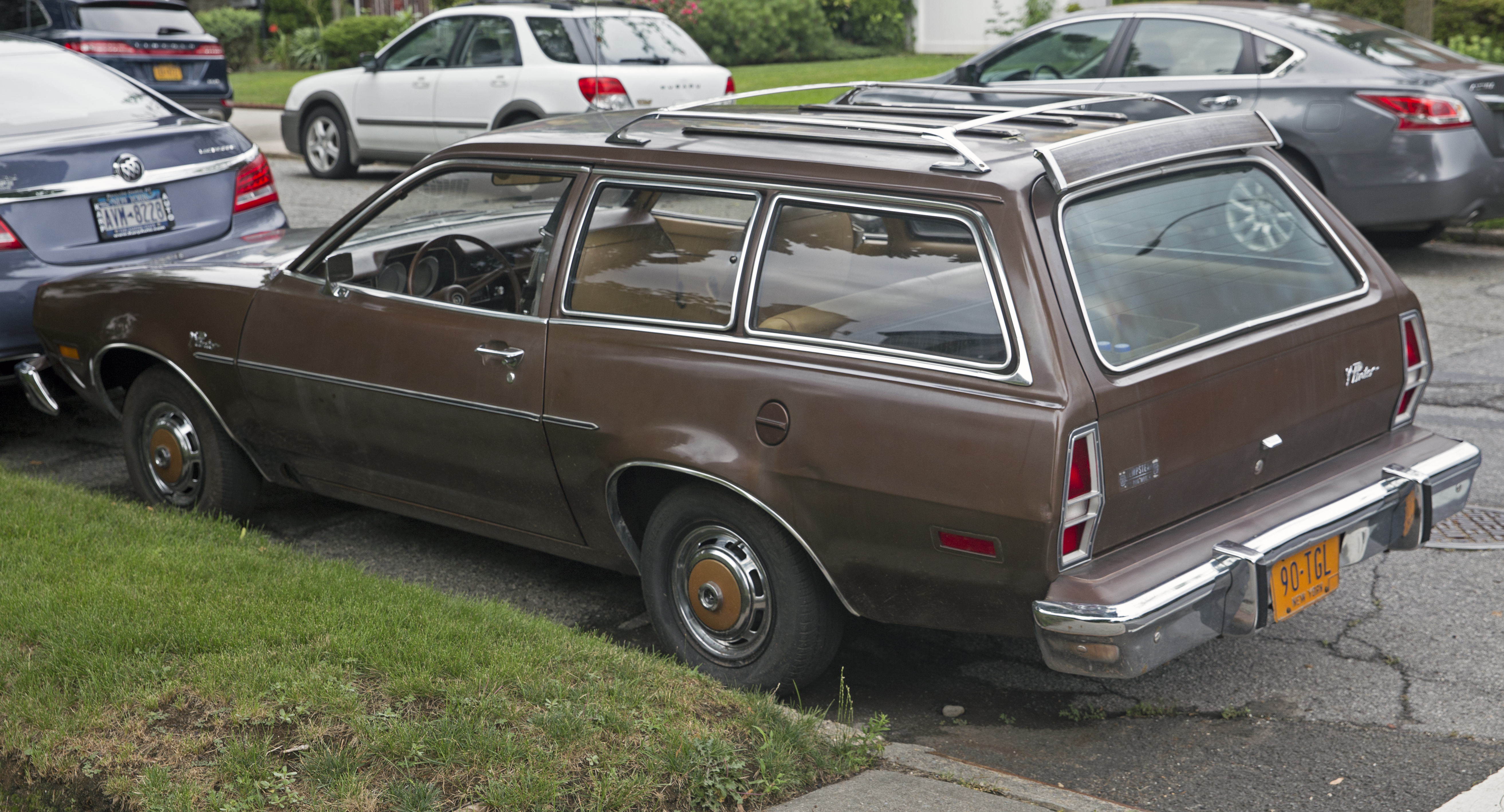
Ford Pinto Kombi

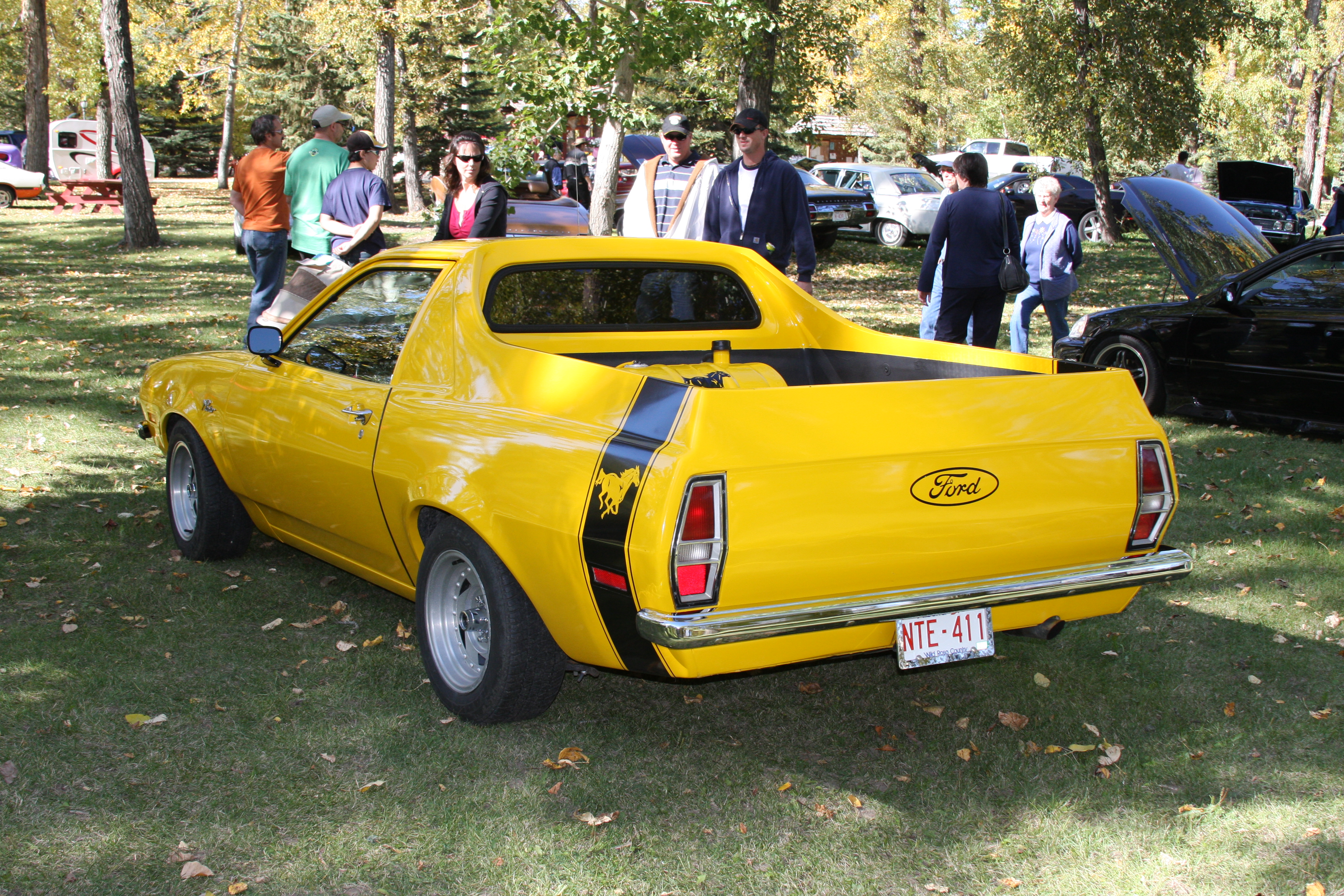
Ford Pinto Pickup

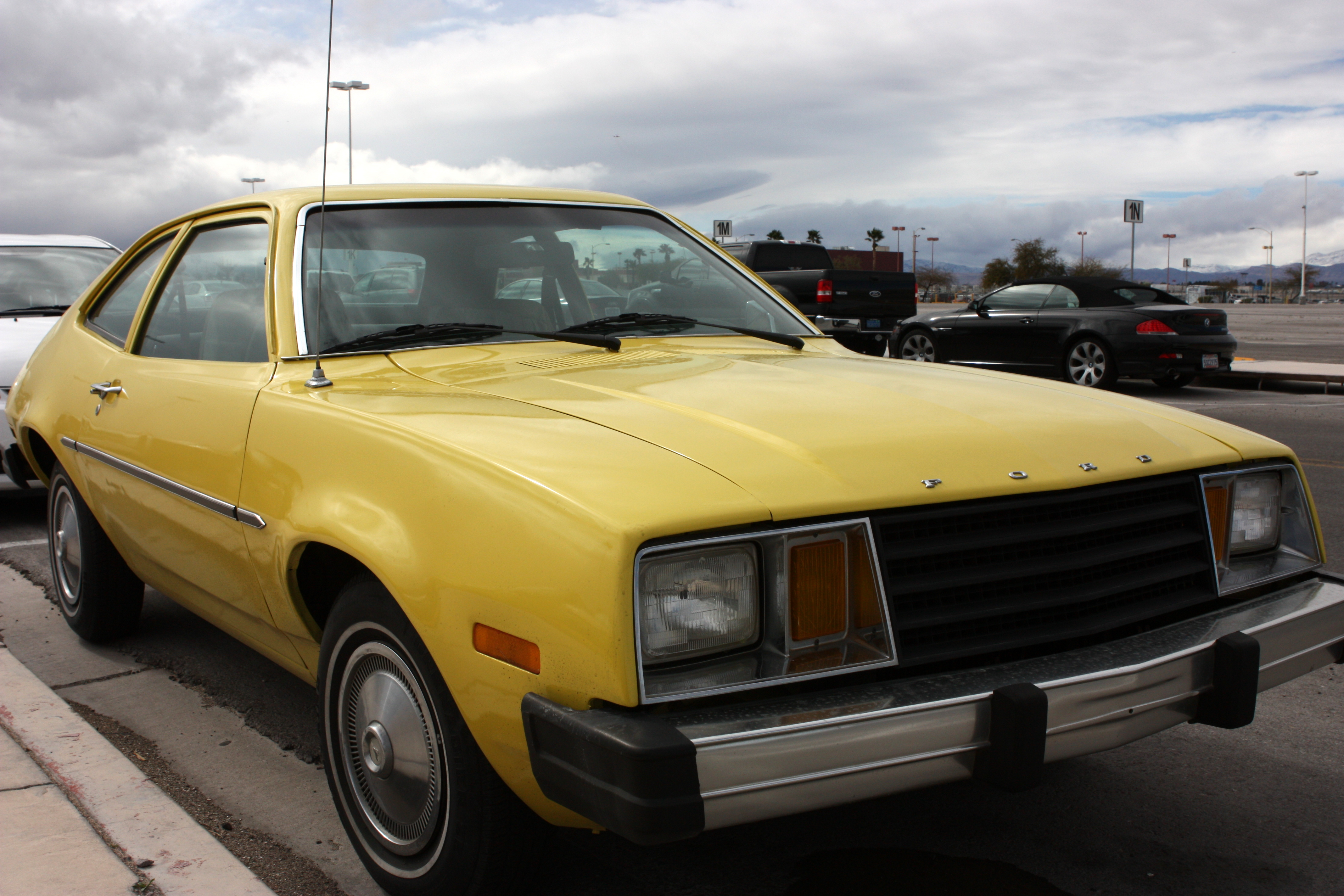
Ford Pinto po liftingu

Jesienią 1970 roku Ford poszerzył swoją lokalną, północnoamerykańską ofertę o pierwszy kompaktowy samochód opracowany z myślą o tym rynku. Model Pinto początkowo dostępny był jako 2-drzwiowy fastback, a w późniejszych latach do oferty dodano wersje hatchback (sprzedawana pod nazwą Runabout) oraz kombi. 
Ford Pinto powstał jako odpowiedź na takie konkurencyjne modele, jak AMC Gremlin i Pacer, Chevrolet Vega czy Volkswagen Rabbit. Do stycznia 1971 sprzedano ponad 100 000 egzemplarzy Pinto. Największy poziom produkcji osiągnięto w roku 1974, kiedy to powstało 544 209 samochodów. W ostatnim roku produkcji (1980) fabryki opuściło 68 179 egzemplarzy.
Mercury oferował także bliźniaczą wersję modelu pod nazwą Mercury Bobcat. Trafiła ona do sprzedaży w roku 1974 (Kanada) i w marcu 1975 (USA).
Każdy rocznik (z wyjątkiem 1980) dostępny był z dwoma różnymi silnikami. Przez pierwsze pięć lat produkcji oferowane były wyłącznie jednostki R4. Ford praktycznie co roku zmieniał wartości mocy maksymalnej.

### Skandal i śledztwo
W trakcie eksploatacji okazało się, że Pinto po uderzeniu w tył nadwozia ma skłonność do zapalania się i eksplozji. Było to spowodowane rozwiązaniami konstrukcyjnymi zastosowanymi w tym modelu. Zbiornik paliwa został umieszczony pomiędzy tylną osią a tylnym zderzakiem i w przypadku uderzenia w tył nadwozia często dochodziło rozszczelnienia zbiornika i zapłonu paliwa. Wyposażenie samochodu tylko w dwoje drzwi dla pasażerów uniemożliwiało sprawną i szybką ewakuację z płonącego pojazdu. 
Firma Ford była świadoma zagrożenia, jednak ze względów ekonomicznych zdecydowano o nie wprowadzaniu poprawek konstrukcyjnych (oszczędzano w ten sposób 11$ na każdym egzemplarzu). Przeprowadzona kalkulacja ryzyka wykazała, że koszty odszkodowań dla osób poszkodowanych i ich rodzin będą niższe od kosztów zmian konstrukcyjnych. Ogółem Narodowa Administracja Bezpieczeństwa Ruchu Drogowego (NHTSA) stwierdziła 27 zgonów w płonących samochodach i zmusiła Forda do zakończenia sprzedaży Pinto.
Kontrowersje wokół sprawy Forda Pinto są często przywoływane jako przykład utraty zaufania klienta do marki i dylematu związanego z kosztami produkcji a zyskami producenta.

### Dane techniczne
| Wersja             | Silnik:                 | Układ zasilania:   | Moc maksymalna:                     | Maks. moment obrotowy      |
| Silniki benzynowe: | Silniki benzynowe:      | Silniki benzynowe: | Silniki benzynowe:                  | Silniki benzynowe:         |
| ------------------ | ----------------------- | ------------------ | ----------------------------------- | -------------------------- |
| R4 1.6 (1971)      | R4 1,6 l (1599 cm³)     | gaźnik             | 76 KM (56 kW) przy 5000 obr./min    | 123 N•m przy 3000 obr./min |
| R4 2.0 (1971)      | R4 2,0 l (1993 cm³)     | gaźnik             | 101 KM (74,5 kW) przy 5600 obr./min | 163 N•m przy 3600 obr./min |
| R4 2.3 (1975)      | R4 2,3 l (2301 cm³) OHC | gaźnik             | 84 KM (62 kW) przy 4800 obr./min    | 149 N•m przy 2800 obr./min |
| V6 2.8 (1976)      | V6 2,8 l (2792 cm³)     | gaźnik             | 104 KM (76,5 kW) przy 4400 obr./min | 202 N•m przy 2800 obr./min |

### Sprzedaż
| Rok produkcji               | 1971    | 1972    | 1973    | 1974    | 1975    | 1976    | 1977    | 1978    | 1979    | 1980    |
| --------------------------- | ------- | ------- | ------- | ------- | ------- | ------- | ------- | ------- | ------- | ------- |
| Ilość egz.                  | 352 402 | 480 405 | 484 512 | 544 209 | 223 763 | 290 132 | 225 097 | 188 899 | 199 018 | 185 054 |
| Łączna produkcja: 3 173 491 |         |         |         |         |         |         |         |         |         |         |